# (11243) de Graauw
(11243) de Graauw – planetoida z pasa głównego asteroid okrążająca Słońce w ciągu 4,64 lat w średniej odległości 2,78 j.a. Planetoidę 24 marca 1971 roku odkryła trójka holenderskich astronomów: C. van Houten, I. van Houten-Groeneveld, T. Gehrels. Została nazwana na cześć Matthijsa W. M. de Graauwa – holenderskiego astronoma (ur. 1942).